# Helicostylum pulchrum
Helicostylum pulchrum är en svampart som först beskrevs av Preuss, och fick sitt nu gällande namn av Pidopl. & Milko 1971. Helicostylum pulchrum ingår i släktet Helicostylum och familjen Mucoraceae.   Inga underarter finns listade i Catalogue of Life.